# Рейссиг, Рудольф
Рудольф Рейссиг (чеш. Rudolf Reissig; 11 апреля 1874, Смихов — 12 июля 1939, Прага) — чешский скрипач, дирижёр и музыкальный педагог.

## Биография
Окончил Пражскую консерваторию (1892), ученик Антонина Бенневица. Был дружен с Витезславом Новаком и, как считается, оказал на него заметное влияние, приохотив к изучению моравского музыкального фольклора. С 1896 года жил и работал в Брно. В 1899—1918 гг. руководил симфоническим оркестром Брненского кружка (чеш. Beseda brněnská), основанного Леошем Яначеком, исполнил премьеры многих произведений Новака. Преподавал в школе Брненского кружка, а с 1904 г. также и в городской школе органистов. В 1919 г. стал первым профессором скрипки в только что основанной (также Яначеком) Брненской консерватории, однако проработал в ней лишь год, после чего вернулся в Прагу как профессор Пражской консерватории. В 1930 г. присоединился к Чешскому квартету в партии второго альта для официальной премьеры Квинтета № 1 Op. 1 для двух скрипок, двух альтов и виолончели Антонина Дворжака.

## Память
Именем Рейссига в 1946 году названа улица в Брно.